# Мірза Різа-хан Арфа од-Довла
Мірза Різа-хан Арфа од-Довла (перс. میرزا رضا خان ارفع الدوله — 'Мірза Рза-хан Тебрізі') (1846-1937) - іранський державний і політичний діяч, літератор. Був перським посланником в Російській та Османській імперіях, відомий своєю участю в Гаазькій мирній конференції 1899р. і листуванням з Львом Толстим .

## Біографія
Походив з династії Каджарів. Син Хаджі Мірзи Шейха-Хасана. Мірза Різа-хан Арфа од-Довла, так само відомий як Принц (князь) Арфа, народився в 1846 році, в Тебрізі, де здобув початкову освіту. Потім він якийсь час жив в Константинополі, де вивчив французьку мову; прямуючи з Константинополя на батьківщину, він зупинився в Тифлісі через хворобу, і знання французької допомогло йому влаштуватися в розташоване там іранське консульство на Кавказі. Так почалася його дипломатична кар'єра, яка була досить успішною. Він служив перекладачем і радником посольства в Санкт-Петербурзі, супроводжував шаха Насер ад-Діна під час його третьої поїздки до Франції, потім був призначений генеральним консулом Персії в Тифлісі (де до нашого часу зберігся його будинок), з 1895 по 1901 був перським посланником в Санкт-Петербурзі, а потім кілька років служив на аналогічній посаді в Константинополі. Після цього деякий час Мірза Різа-хан жив як приватна особа на власній віллі в Монако, в 1912-1914 році займав в Персії пост міністра юстиції, а потім міністра освіти. У 1899 році він взяв активну участь в Гаазькій мирній конференції, а після утворення Ліги Націй був там першим іранським делегатом. У 1904 і в 1933-1937 рр. він був 5 разів номінований на Нобелівську премію миру  .
Мірза Різа-хан широко відомий в Ірані своєю просвітницькою та літературною діяльністю. Він був поетом і писав під псевдонімом «Даниш». Його поезія була високо оцінена на батьківщині, а в свій час отримала певну популярність і в Європі. У Франції він відвідував літературні кола і дружив з багатьма французькими літераторами. Також Мірза Різа-хан реформував алфавіт перської мови, адаптувавши і доповнивши для цього арабський алфавіт. За це досягнення він отримав титул принца, ставши, таким чином, одним з небагатьох людей в Ірані (якщо не єдиним), що носили цей титул, не маючи спорідненості з правлячою династією.
Будучи делегатом Гаазької мирної конференції, Мірза Різа-хан написав присвячену їй поему під назвою «Мир», яку пізніше послав Льву Толстому. Російський письменник відповів теплим листом, де виклав свої думки про те, як припинити війни на землі  .
Мірза Різа-хан Арфа од-Довла помер в 1937 році в Тегерані.